# Miranda (kommun i Colombia, Cauca, lat 3,25, long -76,25)
Miranda är en kommun i Colombia.   Den ligger i departementet Cauca, i den centrala delen av landet, 280 km sydväst om huvudstaden Bogotá. Antalet invånare är 33 245. Arean är 190 kvadratkilometer.
Terrängen i Miranda är platt åt nordväst, men åt sydost är den bergig.